# Athlétisme aux Jeux olympiques d'été de 1928
Pour des articles plus généraux, voir Jeux olympiques d'été de 1928 et Athlétisme aux Jeux olympiques.
Navigation
Les épreuves d'athlétisme des Jeux olympiques d'été de 1928 ont eu lieu du 28 juillet au 12 août 1928 au Stade Olympique d'Amsterdam, aux Pays-Bas. 706 athlètes, issus de 40 nations ont pris part aux 27 épreuves du programme. Des épreuves féminines, au nombre de cinq, sont disputées pour la première fois lors d'un événement olympique. Autre première, le stade d'athlétisme dispose d'un piste de 400 mètres, distance qui deviendra officiellement la norme pour les épreuves d'athlétisme à venir.

## Faits marquants
Finale du 200 m
Deux concurrents l'américain Jackson Scholz et l'allemand Helmut Körnig finissent troisième ex aequo. Les officiels n'arrivant pas à départager les deux hommes proposent une course de départage. Scholz refuse et abandonne la médaille de bronze à Körnig.

## Résultats

### Hommes
| Épreuve | Or                                                                                       | Argent                                                                          | Bronze                                                                      |
| --- | ---------------------------------------------------------------------------------------- | ------------------------------------------------------------------------------- | --------------------------------------------------------------------------- |
| 100 m détails | Percy Williams (CAN) 10 s 8                                                              | Jack London (GBR) 10 s 9                                                        | Georg Lammers (GER) 10 s 9                                                  |
| 200 m détails | Percy Williams (CAN) 21 s 8                                                              | Walter Rangeley (GBR) 21 s 9                                                    | Helmut Körnig (GER) 21 s 9                                                  |
| 400 m détails | Ray Barbuti (USA) 47 s 8                                                                 | James Ball (CAN) 48 s 0                                                         | Joachim Büchner (GER) 48 s 2                                                |
| 800 m détails | Douglas Lowe (GBR) 1 min 51 s 8                                                          | Erik Byléhn (SWE) 1 min 52 s 8                                                  | Hermann Engelhard (GER) 1 min 53 s 2                                        |
| 1 500 m détails | Harry Larva (FIN) 3 min 53 s 2                                                           | Jules Ladoumègue (FRA) 3 min 53 s 8                                             | Eino Purje (FIN) 3 min 56 s 4                                               |
| 5 000 m détails | Ville Ritola (FIN) 14 min 38 s 0                                                         | Paavo Nurmi (FIN) 14 min 40 s 0                                                 | Edvin Wide (SWE) 14 min 41 s 2                                              |
| 10 000 m détails | Paavo Nurmi (FIN) 30 min 18 s 8                                                          | Ville Ritola (FIN) 30 min 19 s 4                                                | Edvin Wide (SWE) 31 min 00 s 8                                              |
| Marathon détails | Boughéra El Ouafi (FRA) 2 h 32 min 57 s                                                  | Manuel Plaza (CHI) 2 h 33 min 23 s                                              | Martti Marttelin (FIN) 2 h 35 min 02 s                                      |
| 110 m haies détails | Sid Atkinson (RSA) 14 s 8                                                                | Steve Anderson (USA) 14 s 8                                                     | John Collier (USA) 14 s 9                                                   |
| 400 m haies détails | David Burghley (GBR) 53 s 4                                                              | Frank Cuhel (USA) 53 s 6                                                        | Morgan Taylor (USA) 53 s 6                                                  |
| 3 000 m steeple détails | Toivo Loukola (FIN) 9 min 21 s 8                                                         | Paavo Nurmi (FIN) 9 min 31 s 6                                                  | Ove Andersen (FIN) 9 min 35 s 6                                             |
| 4 × 100 m détails | États-Unis Frank Wykoff James Quinn Charley Borah Henry Russell 41 s 0                   | Allemagne Georg Lammers Richard Corts Hubert Houben Helmut Körnig 41 s 2        | Grande-Bretagne Cyril Gill Teddy Smouha Walter Rangeley Jack London 41 s 8  |
| 4 × 400 m détails | États-Unis George Baird Frederick Alderman Emerson Spencer Ray Barbuti 3 min 14 s 2 (WR) | Allemagne Otto Neumann Harry Storz Richard Krebs Hermann Engelhard 3 min 14 s 8 | Canada James Ball Stanley Glover Phil Edwards Alexander Wilson 3 min 15 s 4 |
| Saut en hauteur détails | Robert King (USA) 1,94 m                                                                 | Benjamin Hedges (USA) 1,91 m                                                    | Claude Ménard (FRA) 1,91 m                                                  |
| Saut à la perche détails | Sabin Carr (USA) 4,20 m                                                                  | William Droegemueller (USA) 4,10 m                                              | Charles McGinnis (USA) 3,95 m                                               |
| Saut en longueur détails | Ed Hamm (USA) 7,73 m                                                                     | Sylvio Cator (HAI) 7,58 m                                                       | Alfred Bates (USA) 7,40 m                                                   |
| Triple saut détails | Mikio Oda (JPN) 15,21 m                                                                  | Levi Casey (USA) 15,17 m                                                        | Vilho Tuulos (FIN) 15,11 m                                                  |
| Lancer du poids détails | John Kuck (USA) 15,87 m                                                                  | Herman Brix (USA) 15,75 m                                                       | Emil Hirschfeld (GER) 15,72 m                                               |
| Lancer du disque détails | Clarence Houser (USA) 47,32 m                                                            | Antero Kivi (FIN) 47,23 m                                                       | James Corson (USA) 47,10 m                                                  |
| Lancer du marteau détails | Pat O'Callaghan (IRL) 51,39 m                                                            | Ossian Skiöld (SWE) 51,29 m                                                     | Edmund Black (USA) 49,03 m                                                  |
| Lancer du javelot détails | Erik Lundqvist (SWE) 66,60 m                                                             | Béla Szepes (HUN) 65,26 m                                                       | Olav Sunde (NOR) 63,97 m                                                    |
| Décathlon détails | Paavo Yrjölä (FIN) 8 053 points                                                          | Akilles Järvinen (FIN) 7 931 points                                             | John Doherty (USA) 7 706 points                                             |
| Records et Performances - AR : Record continental (area record) - CR : Record des championnats (championship record) - MR : Record du meeting (meet record) - NR : Record national (national record) - OR : Record olympique (olympic record) - PR : Record paralympique (paralympic record) - PB : Record personnel (personal best) - SB : Meilleure performance personnelle de la saison (season's best) - WL : Meilleure performance mondiale de l'année (world leader) - WJR : Record du monde junior (world junior record) - WR : Record du monde (world record) Circonstances et Conditions - DNF : N'a pas terminé (did not finish) - DNS : N'a pas pris le départ (did not start) - DQ : Disqualification (disqualification) - NM : Aucun essai valable enregistré (No Mark) - Q : Qualifié « directement » au prochain tour (ou à la prochaine compétition), lors d'une compétition majeure, grâce au classement ou à la réalisation des minima (automatic qualifier) - q : Qualifié au prochain tour (ou à la prochaine compétition), lors d'une compétition majeure, grâce au repêchage ou à la réalisation de l'une des meilleures performances parmi celles des « non qualifiés directement » (grâce au meilleur temps ou à la meilleure distance par exemple) (secondary qualifier) |                                                                                          |                                                                                 |                                                                             |

### Femmes
| Épreuve | Or                                                                  | Argent                                                                      | Bronze                                                                   |
| --- | ------------------------------------------------------------------- | --------------------------------------------------------------------------- | ------------------------------------------------------------------------ |
| 100 m détails | Betty Robinson (USA) 12 s 2                                         | Fanny Rosenfeld (CAN) 12 s 3                                                | Ethel Smith (CAN) 12 s 3                                                 |
| 800 m détails | Lina Radke (GER) 2 min 16 s 8                                       | Kinue Hitomi (JPN) 2 min 17 s 6                                             | Inga Gentzel (SWE) 2 min 17 s 8                                          |
| 4 × 100 m détails | Canada Myrtle Cook Ethel Smith Fanny Rosenfeld Florence Bell 48 s 4 | États-Unis Jessica Cross Loretta McNeil Betty Robinson Mary Washburn 48 s 8 | Allemagne Anni Holdmann Helene Junker Rosa Kellner Helene Schmidt 49 s 0 |
| Saut en hauteur détails | Ethel Catherwood (CAN) 1,59 m                                       | Lien Gisolf (NED) 1,56 m                                                    | Mildred Wiley (USA) 1,56 m                                               |
| Lancer du disque détails | Halina Konopacka (POL) 39,62 m                                      | Lillian Copeland (USA) 37,08 m                                              | Ruth Svedberg (SWE) 35,92 m                                              |
| Records et Performances - AR : Record continental (area record) - CR : Record des championnats (championship record) - MR : Record du meeting (meet record) - NR : Record national (national record) - OR : Record olympique (olympic record) - PR : Record paralympique (paralympic record) - PB : Record personnel (personal best) - SB : Meilleure performance personnelle de la saison (season's best) - WL : Meilleure performance mondiale de l'année (world leader) - WJR : Record du monde junior (world junior record) - WR : Record du monde (world record) Circonstances et Conditions - DNF : N'a pas terminé (did not finish) - DNS : N'a pas pris le départ (did not start) - DQ : Disqualification (disqualification) - NM : Aucun essai valable enregistré (No Mark) - Q : Qualifié « directement » au prochain tour (ou à la prochaine compétition), lors d'une compétition majeure, grâce au classement ou à la réalisation des minima (automatic qualifier) - q : Qualifié au prochain tour (ou à la prochaine compétition), lors d'une compétition majeure, grâce au repêchage ou à la réalisation de l'une des meilleures performances parmi celles des « non qualifiés directement » (grâce au meilleur temps ou à la meilleure distance par exemple) (secondary qualifier) |                                                                     |                                                                             |                                                                          |

## Tableau des médailles
| Rang  | Nation          | Or | Argent | Bronze | Total |
| ----- | --------------- | -- | ------ | ------ | ----- |
| 1     | États-Unis      | 9  | 8      | 8      | 25    |
| 2     | Finlande        | 5  | 5      | 4      | 14    |
| 3     | Canada          | 4  | 2      | 2      | 8     |
| 4     | Grande-Bretagne | 2  | 2      | 1      | 5     |
| 5     | Allemagne       | 1  | 2      | 6      | 9     |
| 6     | Suède           | 1  | 2      | 4      | 7     |
| 7     | France          | 1  | 1      | 1      | 3     |
| 8     | Japon           | 1  | 1      | 0      | 2     |
| 9     | Irlande         | 1  | 0      | 0      | 1     |
| 9     | Pologne         | 1  | 0      | 0      | 1     |
| 9     | Afrique du Sud  | 1  | 0      | 0      | 1     |
| 12    | Chili           | 0  | 1      | 0      | 1     |
| 12    | Haïti           | 0  | 1      | 0      | 1     |
| 12    | Hongrie         | 0  | 1      | 0      | 1     |
| 12    | Pays-Bas        | 0  | 1      | 0      | 1     |
| 16    | Norvège         | 0  | 0      | 1      | 1     |
| Total | Total           | 27 | 27     | 27     | 81    |